# Woldetensaé Ghebreghiorghis
Woldetensaé Ghebreghiorghis (ur. 12 października 1940 w Maiweini) – etiopski duchowny rzymskokatolicki, w latach 1993-2016 wikariusz apostolski Hararu.

## Życiorys
Święcenia kapłańskie przyjął 21 stycznia 1968. 21 grudnia 1992 został prekonizowany wikariuszem apostolskim Hararu. Sakrę biskupią otrzymał 23 maja 1993. 16 kwietnia 2016 przeszedł na emeryturę.